# Substituição sinônima
Uma substituição sinônima (frequentemente chamada de substituição silenciosa, pois não produziria efeitos sensíveis, embora elas nem sempre sejam “silenciosas”) é a substituição evolutiva de uma base por outra em um éxon de um gene codificando para uma proteína, tal que a sequência de aminoácidos produzida não seja modificada. Isso é possível porque o código genético é "degenerado", o que significa que alguns aminoácidos são codificados por mais de um par de códon de três bases; já que alguns dos códons de um determinado aminoácido diferem em apenas um par de bases de outros que codificam o mesmo aminoácido, uma mutação que substitui a base "normal" por uma das alternativas resultará na incorporação do mesmo aminoácido na cadeia polipeptídica em crescimento quando o gene é traduzido. Substituições sinônimas e mutações afetando DNA não codificante são frequentemente consideradas mutações silenciosas; no entanto, nem sempre é o caso que a mutação é silenciosa. Substituições sinônimas podem afetar transcrição, splicing, transporte de mRNA e tradução, qualquer um dos quais poderia alterar o fenótipo, tornando a mutação sinônima não silenciosa. A especificidade de substrato do tRNA ao códon raro que pode afetar o tempo de tradução e, por sua vez, o dobramento co-translacional da proteína. Isso se reflete no viés de uso de código (abreviado na literatura como RSCU, do inglês relative synonymous codon usage) que é observado em muitas espécies.Uma substituição não sinônima resulta em uma mudança no aminoácido que pode ser ainda classificada arbitrariamente como conservativa (mudança para um aminoácido com propriedades físico-químicas similares), semi-conservativa (e.g. aminoácido negativa ou positivamente carregado), ou radical (aminoácido muito diferente).